# مرض الافتراس (دواجن)

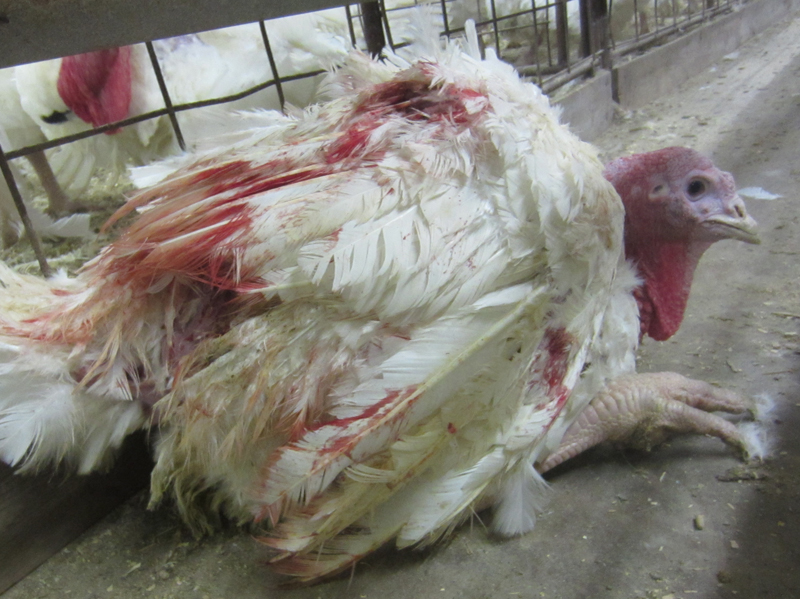

مرض الافتراس أو مرض التوحش عند الدجاج، Cannibalism in poultry، هو مرض سلوكي يصيب الدواجن المربات بطريقة صناعية استهلاكية، عندما يقوم الدجاج بنقر الدجاج لبعضه البعض، وتبدأ هذه الظاهرة في الكتاكيت عندما يقوم بعض الكتاكيت بالنقر في أرجل الكتاكيت، وتبدأ في الدجاج البياض بنقر الريش ونتفه ضد بعضهم البعض، فإذا توفرت العوامل التي تساعد على تفشي هذه الظاهرة انتشرت بسرعة كبيرة وتسببت في مشاكل جمة.

## الأسباب
- ضيق المساحة.

نقص البروتين في العليقة، فتحاول الطيور بتعويض هذا النقص فتقوم بنقر الريش فيجد الدجاج فيه بغيته ويعتاد عليها إلا أن تتفشي في القطيع.
زيادة الكثافة العددية عن الحدود المسموح فيها 
- عدم كفاية العلافات والمساقي طبقا لعدد الطيور
- انقطاع العلف لفترات طويلة عن الطيور
- عليقة غير متوازنة لا تتوافر فيها القيم الغذائية.
- عدم اتزان نسبة الطاقة والبروتين في العلف .
- ظهور حالات النقص الغذائي للفيتامينات والأملاح .
- شدة الإضاءة العالية عن المعدلات المسموح بها .
- ارتفاع نسبة الأملاح في الماء مما يؤدي الي تراكم اليوريك أسيد وعند خروجه من فتحة المجمع يحدث التهابات فيها فينقر الطائر نفسه أو ينقره طيور أخري .
- دم تجميع النافق بصفة مستمرة فينقر به الدجاج .
- عدم جمع البيض بصفة مستمرة فينقر فيه الطائر .
- في قمة الإنتاج في الدجاج البياض يزداد احتياج الطائر من البروتين في حالة نقصه في العليقة يؤدي الي حدوث النقر للدجاج الآخر .
- زيادة الحرارة مع فساد التهوية تزيد من عصبية الطيور تهاجم بعضها بشدة.

## العلاج
- توفير مساحة كافية
- توفير مسرح طبيعي.
- توفير غذاء بروتيني متوازن.
- عزل الطيور المصابة